# Wasa (forskningsstation)
Wasa är en svensk forskningsstation som ligger vid Vestfjella i Dronning Maud Land, Antarktis. I närheten ligger den finska stationen Aboa, som tillsammans med Wasa utgör den så kallade Nordenskiöldbasen.
Stationen drivs av Polarforskningssekretariatet och har endast aktivitet under den antarktiska sommaren.
Huvudbyggnaden är 17,5 × 7,6 meter, byggd i trä och står på 1,5 meter höga stolpar för att undvika ansamling av drivsnö. Huvudbyggnaden består av fyra sovrum, ett stort kök och sällskapsrum. Dessutom finns bastu, dusch och tvättstuga. Stationen har plats för 12–16 personer.
I nära anslutning till huvudbyggnaden ligger generatorhuset, en byggnad på 7,5 × 6 meter. Byggnaden, som består av tre hopfogade containrar, innehåller generatorer, vattenförsörjningsanläggning och verkstad. Som förråd används 20-fotscontainrar.
År 1991 initierades ett miljöprojekt i syfte att skaffa grundläggande kunskaper om naturmiljön i området där Wasa, Aboa och Svea ligger. Projektet genomförs i samarbete med Finland och den inhämtade kunskapen ska bilda underlaget till en gemensam skötselplan för svenska och finländska aktiviteter i området.